# Disophrys exilis
Disophrys exilis är en stekelart som beskrevs av Günther Enderlein 1920. Disophrys exilis ingår i släktet Disophrys och familjen bracksteklar. Inga underarter finns listade i Catalogue of Life.